# Den Rytmiske Højskole
Den rytmiske højskole er en musikhøjskole og en dansk folkehøjskole, hvis formål er "at drive en folkehøjskole, hvor musikundervisningen – og især rytmisk improvisatorisk musik – har en særlig fremtrædende placering". 
Højskolen startede d. 1. marts 1991. Initiativtagere til at etablere højskolen var Jørgen Høj Nielsen og Per Larsen. Højskolen havde ved starten plads til 62 elever, men i 1993 foretog man en større tilbygning, som betød at elevtallet øgedes til 74. I dag (2021) har skolen plads til 96 elever. Højskolens første forstander var Per Larsen (1991 – 2006). Højskolens første formand var jazzmusikeren Theis Jensen (1991 – 1998).
Højskolen profilerer sig på et højt fagligt niveau indenfor rytmisk musik, sangskrivning og produktion. Skolen har professionelle studier, øvelokaler, koncertscener, og meget andet udstyr. Mange elever bruger skolen som afklaringsforløb i forhold til om de skal leve af den rytmiske musik. 
En del kommer på Rytmisk Musikkonservatorium (rytmekons) eller Musikalsk Grundkursus (MGK), andre bliver fritids- eller professionelle musikere.
Skolen ligger i Jyderup ved Vig i Odsherred Kommune.